# Albrecht ze Žeberka
Albrecht ze Žeberka (německy Albert von Seeberg, † 1321) byl šlechtic německého původu, který se usadil za Přemysla Otakara II. v Čechách a od sedmdesátých let 13. století téměř do své smrti patřil mezi významné osobnosti tehdejší doby.

## Život
Albrecht pocházel z míšeňského rodu Leisnigů (purkrabích z Leisneka), jeho matka byla z rodu pánů z Dubé. Své jméno odvozoval od hradu Žeberk, který postavil na úpatí Krušných hor (archeologické nálezy však naznačují založení hradu již dříve, v první třetině 13. století). Od roku 1277 zastával po řadu let významný úřad purkrabího v Kadani, purkrabím byl také v Tachově. Pravděpodobně se připojil ke šlechtickému odboji v závěru vlády Přemysla Otakara II. a později si Tachov víceméně přivlastnil, kvůli čemuž se v roce 1297 dostal do sporu s králem Václavem II. a byl donucen hrad vydat. Od roku 1290 držel Bílinu, kterou nejspíš zdědil po Ojířovi z Friedberka, s jehož dcerou se oženil.
Za Václava II. patřil ke straně Záviše z Falkenštejna, ale při vzpouře Vítkovců se zase přiklonil ke králi – v roce 1289 zastával úřad nejvyššího maršálka. V roce 1292 byl poslán jako králův plnomocník do Frankfurtu k volbě římského krále. Při korunovaci nového krále Adolfa Nasavského pak byl při jednání o sňatku Adolfova syna Ruprechta s českou princeznou Anežkou (ta však několik let nato zemřela a svatba se neuskutečnila).
Za krátké vlády Rudolfa Habsburského se Albrecht udržel v jeho přízni, později podporoval Jana Lucemburského. Patřil ke skupině šlechticů kolem Jindřicha z Lipé, která se po Jindřichově uvěznění postavila proti králi, a v roce 1316 byl jedním z ručitelů za jeho propuštění. Při následujících bojích české šlechty s králem Janem a královnou Eliškou v letech 1317–1318 se v rámci jednání o sjednocení šlechty dokonce smířil s dlouholetým nepřítelem Vilémem Zajícem z Valdeka a dohodl s ním sňatek mezi jejich dětmi.

## Rodina
Albrecht ze Žeberka byl pravděpodobně dvakrát ženat: s jistou Markétou, a se Svatkou, dcerou Ojíře z Friedberka. Měl syna Albrechta, který zemřel již v roce 1307, a dvě dcery. Dcera Markéta se vdala za Otu z Bergova, který zdědil Bílinu a Žeberk. Druhá dcera se provdala za Zbyňka z Valdeka.